# Pompey (hond)

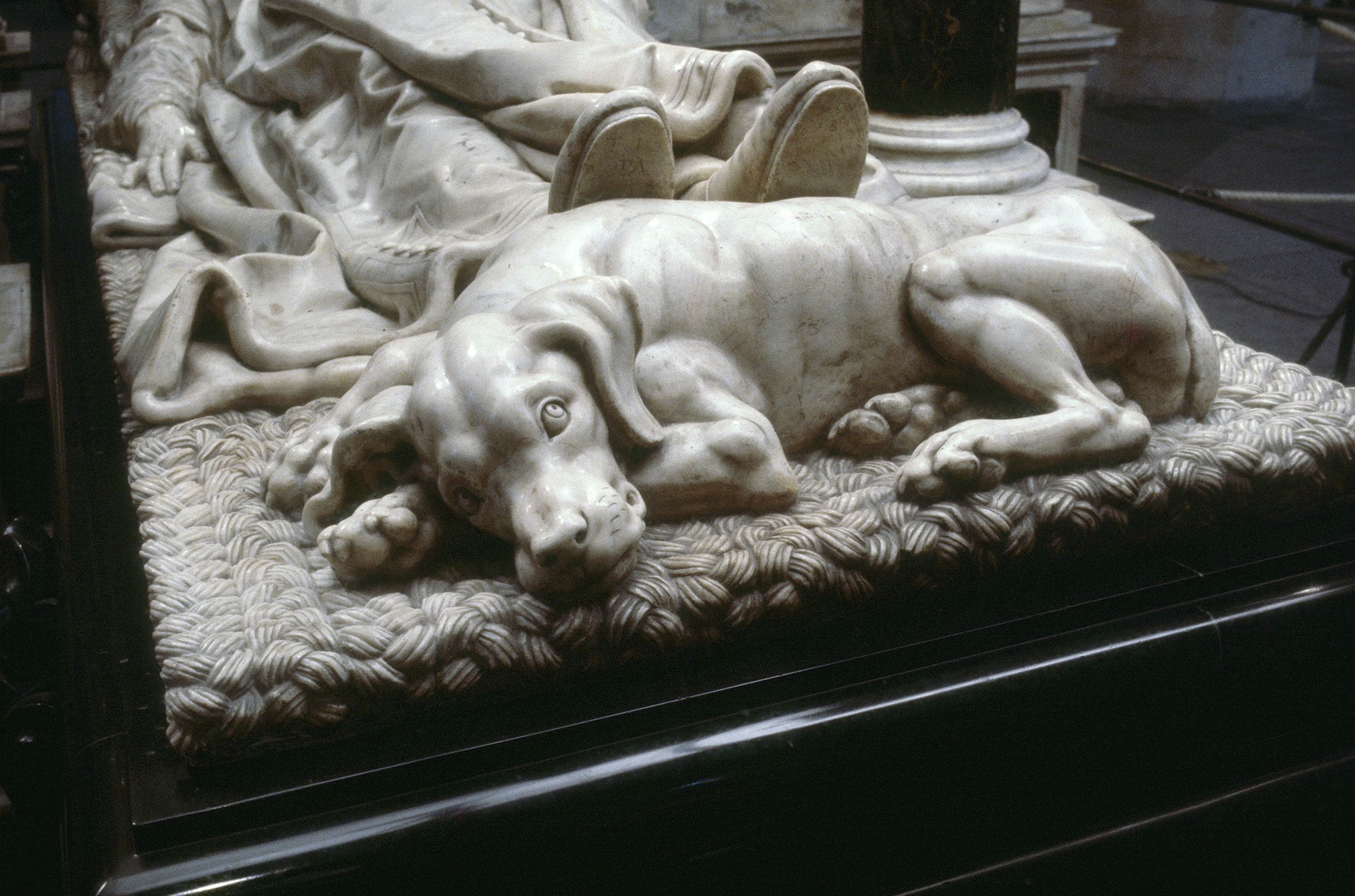
De waakzame hond aan het voeteneind van Oranjes praalgraf in Delft

Pompey was de mopshond of het kooikerhondje van Willem van Oranje. Het hondje is bekend geworden omdat het het leven van Willem van Oranje zou hebben gered. Het hondje reisde altijd met de Prins mee, ook tijdens gevechtscampagnes van Willem. Willem was in 1572 aan het slapen in zijn legertent in het Franse Hermigny toen een groepje Spaanse overvallers naar zijn legertent sloop om hem te vermoorden. Pompey merkte de moordenaars op tijd op en blafte en krabde Willem. Toen Willem hier nog niet wakker van werd, sprong Pompey uiteindelijk in Willems gezicht, zodat hij wakker werd en op tijd kon ontsnappen. Nog volgens het verhaal stierf Pompey in 1584 van verdriet na de moord op zijn meester.
Een lange traditie stelt dat Pompey is afgebeeld op het praalgraf van Willem van Oranje in de Nieuwe Kerk in Delft. Het verloop van meerdere decennia maakt een echt portret volstrekt onwaarschijnlijk, maar afgaand op de alerte weergave van het dier is het goed mogelijk dat beeldhouwer Hendrick de Keyser zich heeft laten inspireren door het in zijn tijd al bekende verhaal.